# 인크레더블 헐크 (1996년 애니메이션)
《인크레더블 헐크》(영어: The Incredible Hulk)는 1996년부터 1983년까지 미국 UPN 채널에서 방영된 TV 애니메이션 시리즈이다. 마블 코믹스의 헐크를 주인공으로 한 작품으로, 1982년작 애니판에 이은 두 번째 헐크 주연 TV 애니메이션이다. 동 시기에 방영되었던 다른 마블 애니메이션의 캐릭터가 찬조출연하기도 했는데, 아이언맨, 미스터 판타스틱 등이 그들이다. 여성 시청자들을 위해 시즌2부터는 쉬헐크도 비중 있게 등장했다. 총 2시즌 21회로 구성되었다.

## 성우진

### 주역
- 닐 맥도너 - 브루스 배너 박사
- 루 퍼리그노 - 헐크
- 지니 프랜시스 - 베티 로스(1996년 방영분)
- 필리스 샘플러 - 베티 로스(1997년 방영분)
- 마이클 도너번 - 회색 헐크
- 루크 페리 - 릭 존스
- 존 버넌 - 선더볼트 로스 장군
- 케빈 숀 - 글렌 탤벗 소령, 어보미네이션, 새뮤얼 러로켓, 잭스
- 맷 프루어 - 리더
- 마크 해밀 - 가고일
- 캐시 아일랜드 - 오그레스
- 리처드 몰 - 어보미네이션(1997년 방영분), 홈리스맨(시즌1)
- 리사 제인 - 쉬헐크(시즌1)
- 크리 서머 - 쉬헐크(시즌2)

### 단역
- 리 베이커 베일리 - 테일러
- 톰 배리 - 이지 코언, 게이브리얼 존스 요원
- 마이클 벨 - 잭스
- 클랜시 브라운 - 새스콰치
- 짐 커밍스 - 업소빙맨
- 리처드 그리스코 - 댄 케치 / 고스트 라이더
- 제니퍼 헤일 - 미스 얼루어
- 도리언 헤어우드 - 워 머신
- 로버트 헤이스 - 아이언맨
- 마이클 호스 - 제퍼슨 화이트디어
- 톰 케인 - 호머, 시미타
- 모리스 라마시 - 닥터 스트레인지
- 스탠 리 - 미스터 월터스
- 돈 루이스 - 하이브리드
- 척 매캔 - 싱
- 리자 밀러 맥지 - 웬디고, 잭스
- 존 리스데이비스 - 토르
- 케빈 마이클 리처드슨 - 어둠의 헐크
- 새도 스티븐스 - 레너드 샘슨 박사
- 피터 스트라우스 - 월터 랭카우스키 박사
- 마크 L. 테일러 - 도널드 블레이크 박사
- 사이먼 템플먼 - 닥터 둠
- 보 위버 - 미스터 판타스틱